# USS Maine (BB-10)
«Мэн (BB-10)» (англ. USS Maine (BB-10)) — головной эскадренный броненосец 1-го ранга типа «Мэн». Он стал 10-м броненосцем в составе ВМФ США. Эскадренный броненосец «Мэн (BB-10)», был вторым кораблем названным в честь 23-го штата.
Контракт на постройку броненосца «Мэн» был заключён 1 октября 1898 с фирмой «Уильям Крамп и сыновья» из Филадельфии, штат Пенсильвания. Закладку киля произвели 15 февраля 1899 г., в годовщину гибели броненосного крейсера «Мэн» (1889). Корабль был спущен на воду 27 июля 1901 г. в присутствии губернатора штата Мэн Джона Фремонта Хилла, крестной матерью нового корабля стала мисс Мэри Андерсон из Портленда, правнучка коммодора Эдварда Пребла. Броненосец «Мэн» вошел в состав флота США 29 декабря 1902 в Филадельфии, командиром был назначен Юджин Генри Коззенс Леуц.

## Довоенная служба
С 1903 до 1907 «Мэн» совершил поход на юг вдоль Атлантического побережья в Вест-Индию, и совершил один круиз в Средиземное море. 16 декабря 1907 в составе Атлантического Флота броненосец вышел из Хамптона и совершил переход на Тихий океан, где эскадра присоединилась к кораблям Тихоокеанского Флота. После чего соединение, прозванное «Великий белый флот», отправилось в кругосветное плавание. «Мэн» вместе с кораблем «Алабама» через Суэцкий канал и Средиземное море совершил поход на Гуам и Филиппины, вернувшись на Атлантическое побережье в октябре 1908, значительно опередив основную часть «Великого белого флота»
Назначенный флагманом 3-го соединения Атлантического флота, «Мэн», в течение следующих нескольких месяцев совершал патрулирование вдоль Атлантического побережья США и в Карибском море. 31 августа 1909 в Портсмуте, штат Нью-Хэмпшир корабль был списан.

## Первая мировая война

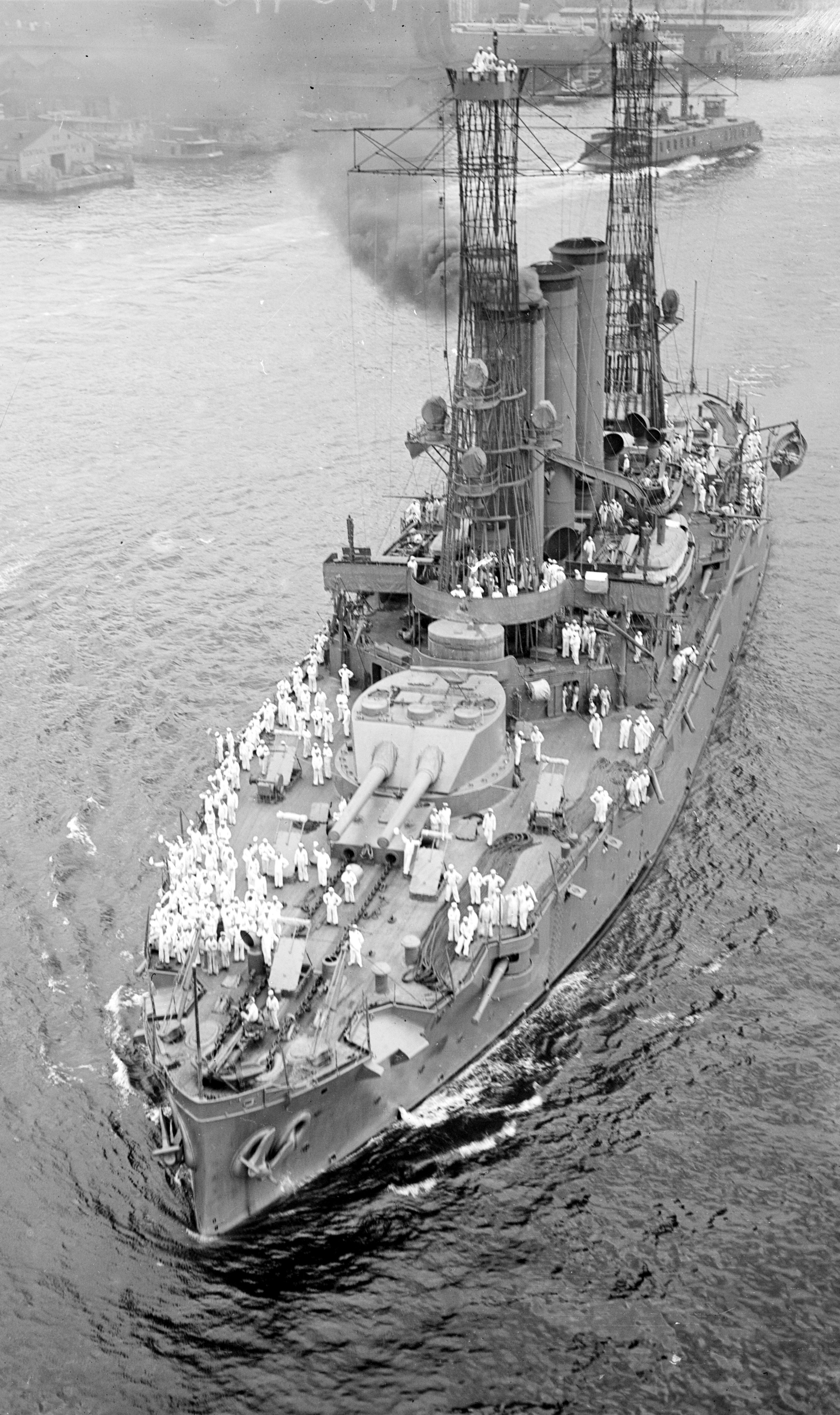
Мэн в 1916 г.

«Мэн» был Повторно введен в стой 15 июня 1911 года. проводил боевую подготовку и совершал походы вдоль восточного побережья. Во время Первой мировой войны на борту корабля проходили обучение инженеры, артиллеристы и курсанты. После поражения Центральных держав, броненосец «Мэн» принял участие в параде военно-морского флота в Нью-Йорке 26 декабря 1918 года.

## Послевоенная судьба
«Мэн» находился в составе Атлантического Флота до 15 мая 1920, после чего был отправлен на Филадельфийскую военно-морскую верфь. Броненосец был списан 23 января 1922 года, как непригодный к дальнейшей военной службе. 17 декабря 1923 в соответствии с условиями Вашингтонского Военно-морского Соглашения «Мэн» был отправлен на слом.